# لوتشيانو سيفيلي
لوتشيانو سيفيلي (بالإسبانية: Luciano Civelli)‏ هو لاعب كرة قدم أرجنتيني في مركز الوسط، ولد في 6 أكتوبر 1986 في Pehuajó ‏ في الأرجنتين. لعب مع إيبسويتش تاون وبانفيلد ونادي أونيفرسيداد دي تشيلي ونادي ليبرتاد.

## وصلات خارجية
- لوتشيانو سيفيلي على موقع قاعدة بيانات كرة القدم.إي يو (الإنجليزية)
- لوتشيانو سيفيلي على موقع Soccerbase.com (لاعب) (الإنجليزية)
- لوتشيانو سيفيلي على موقع Soccerway.com (الإنجليزية)